# Ofsenița, Timiș
Ofsenița (germană Ofsenitz, Hopsenitz, maghiară Karatsonyifalva, Ofszenica) este un sat în comuna Banloc din județul Timiș, Banat, România.

## Localizare
Satul se situează în sudul județului Timiș, la circa 50 de km sud de municipiul Timișoara și la 3 km nord de centrul de comună, satul Banloc. Este legat printr-un drum comunal direct (în lungime de 6 km), de orașul Deta, centrul urban care polarizează viața economică și socială. Pe hotarul de vest al satului trece calea ferată Jebel-Giera însă sația cea mai apropiată se situează la Banloc (circa 2 km).

## Istorie
Este un sat relativ recent, menționat pentru prima dată în însemnările lui Marsigli din 1690-1700. Inițial a fost un sat de sârbi, veniți aici spre sfârșitul secolului XVII. Satul avea pe atunci 30 de case locuite și apărea sub denumirea de Obseniza. În această perioadă de început al secolului XVIII, satul aparținea districtului Ciacova. 
In vremea aceea se gasea, in centrul localitatii, o mănăstire sârbească, lucru dovedit de faptul că, in anul 1788, când mănăstirea din Partoș este părăsită de călugări, ca urmare a rezoluției imperiale din 16 ianuarie 1777, o parte din cărțile ce i-au aparținut au fost aduse la mănăstirea din Ofsenița. 
La sfârșitul secolului al XVIII-lea, proprietar al unei părți din hotarul comunei era baronul Draskovich, originar din Croația.
Colonizarea șvabilor în localitate se face în perioada anilor 1800 - 1804, după cum afirmă Leo Hoffmann în lucrarea sa, Kurze Geschichte der Banater Deutschen, publicată la Timișoara în anul 1925. 
În anul 1807 s-a înființat parohia romano-catolică la Deta și cuprindea satele Ofsenița, Banloc, Partoș, Soca, Topolea, Tolvădia și Giera. Primul preot la aceasta parohie a fost Georgius Ignatius Stubnay.
În perioada 1832 - 1835, coloniștii suferă din cauza holerei care bântuie în această regiune, iar în 1835 precipitațiile abundente, torențiale au distrus recolta. În data de 23 ianuarie 1838 a fost și un cutremur de pământ. 
La începutul secolului al XIX-lea, Ofsenița trece în proprietatea familiei Karatsonyi, care a cumparat domeniul baronului Draskovich și a mai primit un teritoriu de la Erariu cu condiția să angajeze pe domeniu numai unguri romano-catolici. În felul acesta, familia Karatsonyi intră în posesia a 27.000 de iugăre de pământ, cuprinzând satele Banloc, Ofsenița, Soca, Partoș, Tolvădia, Topolea. În anul 1838, Karatsonyi Lazar este proprietar. În anul 1865, când se convoacă Adunarea Națională la Pesta, ca deputat al Ciacovei a fost ales contele Karatsonyi Guido, noul proprietar. 
La recensământul din 1870, Ofsenița aparținea comitatului Torontal, districtul Zichifalva și avea 302 case cu 1406 locuitori. În această perioadă, Ofsenița era considerată comună mare, având administrație proprie.
In anul 1882 se zidește biserica romano-catolică, clădirea actuală, în centrul comunei, primind ajutor și din partea contelui Karatsonyi. În conformitate cu prevederile menționate, biserica romano-catolică din Ofsenița s-a zidit în centrul satului, lângă mănăstirea sărbească. Comuna avea asigurată asistența sanitară cu ajutorul moașelor.
Principala ocupație a locuitorilor era agricultura. În comună mai erau meseriași ca: zidari, tâmplari, fierari, frizeri.
Contele Jenő Karátsonyi⁠(hu)[traduceți] avea în posesie și castelul de la Banloc, centrul domeniului, unde a făcut un minunat parc din specii de pomi rari. Întreținerea parcului era asigurată de un grădinar calificat cu două, trei ajutoare. Lângă castel era muzeul egiptean, unde contele a expuslucrurile aduse din excursia sa în Egipt, printre care și o mumie. Mai trebuiesc amintite colecțiile de arme și picturi, miniaturile de o rară valoare. 
În anul 1910, poșta, telegraful și stația de cale ferată erau la Banloc. În acest an s-a schimbat numele satului din „Offszenitza” în „Karatsonyifalva”, după numele proprietarului, conform monografiei Comitatului Torontal scrisă de Samu Barawszky.
În anul 1911 exista în comună reuniune de cântări, reuniune de citire și asociație de pășunat. 
Primul război mondial a cerut 29 de victime și din rândul locuitorilor din Ofsenița. În amintirea celor căzuți în război s-a ridicat monumentul eroilor din centrul comunei, care a fost executat din marmură albă, ridicată pe un postament de beton și cărămidă și este înconjurat de o frumoasă grădiniță de flori și împrejmuit cu un gard de fier. 
În Monografia Banatului  a lui Ion Satreanu, editată la Timișoara în 1935 găsim:
Ofsenița - plasa Deta, 1045 locuitori, 243 de case și hotar de 2915 iugăre. Germani romano-catolici și puțini unguri și sârbi. Biserica 1882. Școala primară, monument al eroilor, car bărbătesc romano-catolic, reuniune de cetire.
La 13 octombrie 1850 se desființează primăria în Ofsenița și devine sat aparținător comunei Banloc.
În anii construirii socialismului, Ofsenița cunoaște o rapidă dezvoltare, se construiesc trotuare, se realizează trotuarul care leagă satul de gară, se electrifică localitatea, se zidește un cămin cultural nou, se amenajează un nou loc pentru școală, se forează pompe pentru apă potabilă etc.
În 1976 funcționau două brigăzi ale C.A.P. Banloc, exista magazin alimentar, bufet, punct sanitar, grădiniță, famfară germană și o formă a I.A.S. Banloc. Satul a continuat să fie majoritar german până la începutul anilor '90. Germanii au început să plece după al doilea război mondial. Ultimul mare val a emigrat imediat după 1990.
Biserica Romano-catolică a funcționat până în data de 12 iunie 1991, când un cutremur a transformat-o în ruină. Satul se găsește într-o zonă cu grad ridicat de seismicitate. În data de 12 iulie a avut loc un cutremur puternic, cu epicentrul în Banloc-Ofsenița, cu o intensitate de 7-8 grade pe scara Mercali. Cutremurul a produs pagube însemnate. Clopotele au mai fost auzite cu diferite ocazii până în anul 2007, când turnul bisericii a căzut în timpul unei furtuni puternice. 
Lipsa unui lăcaș de cult i-a obligat pe credincioși să se deplaseze 3 km până în centrul comunei Banloc timp de câțiva ani. În 2006 o localnică a pus la dispoziție două camere din propria casă pentru oficierea slujbelor religioase. Așa a fost aproximativ doi ani, timp în care s-a construit o nouă biserică, ortodoxă de data aceasta, 'Nașterea Maicii Domnului' din banii adunați de comunitate și cu sprijinul primăriei Banloc. 
La recensământul din 2008, Ofsenița avea 310 locuitori si circa 120 de case.

## Populația
La recensământul din 2002, populația totală era de 373 locuitori, dintre care 299 români (80%). Restul de 20% din locuitori se împart între țigani, sârbi, ucraineni, maghiari și germani. 
Din punct de vedere confesional, majoritatea locuitorilor sunt ortodocși (292 locuitori sau 78%), urmați de romano-catolici cu 61 de credincioși (16%).